# 日出ノ国太子郎
日出ノ国 太子郎（ひでのくに たいしろう、1974年11月8日 - ）は、日本の元大相撲力士、元総合格闘家。栃木県那須郡西那須野町（現・那須塩原市）出身。本名は宮下 成喜（みやした のりき）。大相撲時代は間垣部屋所属であり、最高位は西十両13枚目。得意技は押し。

## 来歴
相撲は那須塩原市立南小学校1年生の頃に始め、近所の神社で行われる祭りの相撲には景品を目当てに必ず参加し、小学生でありながら体重が50kgに達していたので小学校の高学年とも互角に戦った。小学3年生からは柔道を始め、サッカーも小学校の間は続けた。那須塩原市立西那須野中学校では小学校から始めた柔道を続けるために柔道部に所属し、中学1年で初段を取るほどの腕前だったが、柔道部の顧問の考えで平衡して相撲大会にも出場し、3年生で「相撲で優勝しておくと、進学の時に有利かな」と思い本格的に相撲を始めると強味を増していき県大会でも活躍した。その活躍ぶりから、両親が間垣部屋の後援者と知り合いだった縁で評判を聞いた間垣親方（第56代横綱・若乃花）が中学校へ訪ねてきたので、校長室へ呼ばれて「上半身裸になれ」と言われて上半身裸になると「良い体をしているな。部屋に遊びに来い」と言われた。12月に1人で間垣部屋へ遊びに行くと、既に自分の名札が稽古場の壁に掛かっていた上に自分の名前が書かれた新品の稽古廻しも用意されていたので、やむなく入門した。
1990年3月場所に初土俵。怪我も有り、三段目・幕下で長く低迷していたが、入門から13年たった2003年3月場所に史上8位タイ（当時）の所要78場所で十両に昇進した。しかし、5勝10敗と負け越し1場所で幕下に陥落。十両復帰を目標にその後も土俵に上がっていたが、不運にも9月場所を怪我で全休し、11月場所には三段目まで一気に陥落。一区切りが付き28歳で現役を引退した。引退後は堺市の懐石料理屋で料理を修業し、栃木県那須塩原市で相撲料理店「日出ノ国」を経営した。後に格闘家に転身。
「太子郎」のリングネームで2004年7月にパンクラス・MEGATONに入団した。さらに「太子朗」と改名して、2005年7月にはドージョー・チャクリキ・ジャパンに移籍。DEEPなどで総合格闘技の試合を行っていたが、2007年6月に心臓疾患を理由に引退を表明した。その後、2009年4月26日に行われた那須塩原市市議会議員選挙に無所属で出馬するも、落選した。

## 戦績
| 総合格闘技 戦績 | 総合格闘技 戦績 | 総合格闘技 戦績 | 総合格闘技 戦績 | 総合格闘技 戦績 | 総合格闘技 戦績 | 総合格闘技 戦績 |
| --------------- | --------------- | --------------- | --------------- | --------------- | --------------- | --------------- |
| 4 試合          | (T)KO           | 一本            | 判定            | その他          | 引き分け        | 無効試合        |
| 2 勝            | 2               | 0               | 0               | 0               | 0               | 0               |
| 2 敗            | 0               | 1               | 1               | 0               | 0               | 0               |

| 勝敗 | 対戦相手                 | 試合結果                         | 大会名                                      | 開催年月日     |
| ×    | ジヴァニウド・サンターナ | 5分1R終了 判定0-3                | WXF: X-Impact World Championships 【1回戦】 | 2005年7月9日   |
| ○    | 石井淳                   | 1R 0:56 KO（右フック）           | DEEP 18th IMPACT                            | 2005年2月12日  |
| ×    | 折橋謙                   | 2R 4:02 TKO（棄権）              | PANCRASE 2004 BRAVE TOUR                    | 2004年11月26日 |
| ○    | 米谷利展                 | 1R 0:15 KO（スタンドパンチ連打） | PANCRASE 2004 BRAVE TOUR                    | 2004年7月25日  |

## 主な成績

### 大相撲
- 通算成績：287勝245敗43休 勝率.539
- 十両成績：5勝10敗 勝率.333
- 現役在位：82場所
- 十両在位：1場所

### 場所別成績
| | 一月場所 初場所（東京） | 三月場所 春場所（大阪） | 五月場所 夏場所（東京） | 七月場所 名古屋場所（愛知） | 九月場所 秋場所（東京）   | 十一月場所 九州場所（福岡） |
| --- | ----------------------- | ----------------------- | ----------------------- | --------------------------- | ------------------------- | --------------------------- |
| 1990年 （平成2年） | x                       | （前相撲）              | 東序ノ口35枚目 5–2      | 西序二段121枚目 4–3         | 西序二段81枚目 3–4        | 西序二段100枚目 3–4         |
| 1991年 （平成3年） | 西序二段116枚目 3–4     | 東序ノ口3枚目 3–4       | 西序二段125枚目 6–1     | 東序二段47枚目 1–6          | 西序二段93枚目 6–1        | 東序二段21枚目 1–6          |
| 1992年 （平成4年） | 西序二段65枚目 5–2      | 東序二段24枚目 5–2      | 西三段目89枚目 3–4      | 東序二段9枚目 5–2           | 東三段目78枚目 2–5        | 西序二段8枚目 5–2           |
| 1993年 （平成5年） | 西三段目68枚目 5–2      | 西三段目36枚目 3–4      | 西三段目50枚目 4–3      | 東三段目33枚目 2–5          | 東三段目59枚目 3–4        | 西三段目76枚目 7–0          |
| 1994年 （平成6年） | 東幕下53枚目 2–5        | 西三段目22枚目 3–4      | 東三段目39枚目 4–3      | 東三段目27枚目 3–4          | 東三段目48枚目 4–3        | 西三段目32枚目 5–2          |
| 1995年 （平成7年） | 西三段目8枚目 5–2       | 西幕下46枚目 4–3        | 西幕下35枚目 3–4        | 西幕下47枚目 3–4            | 西三段目4枚目 4–3         | 西幕下52枚目 4–3            |
| 1996年 （平成8年） | 東幕下42枚目 5–2        | 東幕下26枚目 2–4–1      | 西幕下47枚目 休場 0–0–7 | 西幕下47枚目 休場 0–0–7     | 東三段目27枚目 休場 0–0–7 | 東三段目87枚目 休場 0–0–7   |
| 1997年 （平成9年） | 東序二段48枚目 7–0      | 東三段目50枚目 5–2      | 東三段目23枚目 5–2      | 東幕下55枚目 6–1            | 西幕下27枚目 4–3          | 東幕下19枚目 2–5            |
| 1998年 （平成10年） | 東幕下35枚目 5–2        | 東幕下19枚目 4–3        | 東幕下15枚目 2–5        | 東幕下31枚目 2–5            | 西幕下46枚目 5–2          | 東幕下31枚目 6–1            |
| 1999年 （平成11年） | 東幕下9枚目 3–4         | 西幕下14枚目 5–2        | 西幕下6枚目 2–5         | 西幕下18枚目 1–6            | 西幕下36枚目 4–3          | 東幕下30枚目 4–3            |
| 2000年 （平成12年） | 西幕下23枚目 5–2        | 西幕下11枚目 4–3        | 東幕下8枚目 3–4         | 西幕下13枚目 休場 0–0–7     | 西幕下13枚目 3–4          | 東幕下20枚目 4–3            |
| 2001年 （平成13年） | 西幕下13枚目 3–4        | 東幕下21枚目 5–2        | 東幕下14枚目 4–3        | 東幕下13枚目 5–2            | 西幕下5枚目 2–5           | 東幕下17枚目 3–4            |
| 2002年 （平成14年） | 東幕下25枚目 3–4        | 西幕下31枚目 4–3        | 西幕下27枚目 5–2        | 西幕下13枚目 4–3            | 東幕下11枚目 5–2          | 西幕下5枚目 4–3             |
| 2003年 （平成15年） | 西幕下3枚目 4–3         | 西十両13枚目 5–10       | 西幕下5枚目 3–4         | 東幕下9枚目 2–5             | 西幕下22枚目 休場 0–0–7   | 西三段目2枚目 引退 0–0–7    |
| 各欄の数字は、「勝ち-負け-休場」を示す。 優勝 引退 休場 十両 幕下 三賞：敢=敢闘賞、殊=殊勲賞、技=技能賞 その他：★=金星 番付階級：幕内 - 十両 - 幕下 - 三段目 - 序二段 - 序ノ口 幕内序列：横綱 - 大関 - 関脇 - 小結 - 前頭（「#数字」は各位内の序列） |                         |                         |                         |                             |                           |                             |

## 改名歴
- 宮下 成喜（みやした のりき） 1990年3月場所-1994年5月場所
- 若乃宮 成喜（わかのみや のりき） 1994年7月場所-2000年5月場所
- 日出ノ国 太子郎（ひでのくに たいしろう） 2000年7月場所-2003年11月場所